# Australia en los Juegos Olímpicos de Montreal 1976
Australia estuvo representada en los Juegos Olímpicos de Montreal 1976 por un total de 180 deportistas que compitieron en 20 deportes.  
La portadora de la bandera en la ceremonia de apertura fue la atleta Raelene Boyle.

## Medallistas
El equipo olímpico australiano obtuvo las siguientes medallas:
| Nombre                                                                                                  | Deporte             | Competición                |
| --- | ------------------- | -------------------------- |
| Oro |                     |                            |
| — |                     |                            |
| Plata                                                                                                   |                     |                            |
| Equipo                                                                                                  | Hockey sobre hierba | Torneo M                   |
| Bronce                                                                                                  |                     |                            |
| Wayne Roycroft (Laurenson) Mervyn Bennet (Regal Reign) Bill Roycroft (Version) Denis Pigott (Hillstead) | Hípica              | Concurso completo por eqs. |
| Stephen Holland                                                                                         | Natación            | 1500 m libre M             |
| John Bertrand                                                                                           | Vela                | Finn M                     |
| Ian Brown Ian Ruff                                                                                      | Vela                | 470 M                      |